# Justin (Tuuli)
Justin è un singolo della cantante finlandese Tuuli, pubblicato il 29 giugno 2016.
Il singolo ha visto la partecipazione di Daniel Okas.

## Tracce
1. Justin – 3:21